# Max Leopold Margolis
Max Leopold Margolis (* 15. Oktober 1866 in Merkinė (Meretz/Merech), Bezirk Vilnius; † 2. April 1932 in Philadelphia) war ein US-amerikanischer Philologe.
Der Sohn des Rabbis Isaac Margolis besuchte die Grundschule seiner Heimatstadt und wurde von seinem Vater ausgebildet. Ab 1885 besuchte er das Leibniz-Gymnasium in Berlin und ab Herbst 1889 die Columbia University in New York City, wo er Semitistik bei Richard Gottheil, Latein bei Harry Thurston Peck (1856–1914) und Philosophie bei Nicholas Murray Butler und James McKeen Cattell studierte. 1890 erwarb er seinen Master und im Folgejahr seinen Ph.D. Danach lernte er semitische Sprachen und war Sekretär von Felix Adler.
Von 1892 bis 1897 war er am Hebrew Union College in Cincinnati Lehrer und später Assistenzprofessor für hebräische und biblische Exegese. 1897 wurde er Assistant Professor für semitische Sprachen in der University of California, 1898 a.o. Professor und ab 1902 war er kommissarischer Leiter des semitischen Abteilung. In Kalifornien heiratete er Evelyn Kate Aronson (1878–1959), mit der er drei Kinder hatte. 1905 wurde er an das Hebrew Union College als Professor für biblische Exegese zurück berufen, wo er aber in zionistischen Fragen in einen Konflikt mit dem Präsidenten geriet. 1907/08 besuchte er europäische Bibliotheken.
Die Jewish Publication Society of America hatte die Herausgabe einer neuen Übersetzung der hebräischen Bibel in Englische beschlossen und Max wurde 1908–1917 in Philadelphia Editor-in-Chief.
Danach erhielt er den Lehrstuhl für biblische Philologie am Dropsie College.

## Veröffentlichungen
- The Columbia College MS. of Megillah; New York, 1892
- Hebrew Accidence; 1893
- Notes on Semitic Grammar Teil 1–3; In: Hebraica (American Journal of Semitic Languages and Literatures), 1894, 1896, 1902
- The Theology of the Old Prayer-Book; In: Year Book of the Central Conference of American Rabbis 1897
- The Theological Aspect of Reformed Judaism; Baltimore, 1904.
- Max L. Margolis: Lehrbuch der Aramäischen Sprache des Babylonischen Talmuds. Grammatik, Chrestomathie und Wörterbuch (= Clavis linguarum semiticarum. Nr. III). C.H.Beck’sche Verlagsbuchhandlung, München 1910 (uni-halle.de [abgerufen am 4. März 2016]).
- The Story of Bible Translations; Philadelphia, 1917.
- The Hebrew Scriptures in the Making; Philadelphia, 1922.

## Belege
1. ↑  John F. Oppenheimer (Red.) u. a.: Lexikon des Judentums. 2. Auflage. Bertelsmann Lexikon Verlag, Gütersloh u. a. 1971, ISBN 3-570-05964-2, Sp. 467.
2. ↑  Eintrag bei jewishencyclopedia.com
3. ↑  Archivierte Kopie (Memento des Originals vom 12. Dezember 2010 im Internet Archive)  Info: Der Archivlink wurde automatisch eingesetzt und noch nicht geprüft. Bitte prüfe Original- und Archivlink gemäß Anleitung und entferne dann diesen Hinweis.
4. ↑  Archivierte Kopie (Memento des Originals vom 13. September 2011 im Internet Archive)  Info: Der Archivlink wurde automatisch eingesetzt und noch nicht geprüft. Bitte prüfe Original- und Archivlink gemäß Anleitung und entferne dann diesen Hinweis.
5. ↑  http://www.magnumarchive.com/c/encyclopedia-americana-volume-18/Margolis.html

| Personendaten    | Personendaten               |
| ---------------- | --------------------------- |
| NAME             | Margolis, Max Leopold       |
| KURZBESCHREIBUNG | US-amerikanischer Philologe |
| GEBURTSDATUM     | 15. Oktober 1866            |
| GEBURTSORT       | Merkinė                     |
| STERBEDATUM      | 2. April 1932               |
| STERBEORT        | Philadelphia                |